# Erwin Bälz
Erwin Otto Eduard von Bälz (Bietigheim-Bissingen, 13 gennaio 1849 – Stoccarda, 31 agosto 1913) è stato un medico tedesco.

## Biografia
Figlio del capomastro Carl Gottlob Friedrich Bälz (1820-1861) e di Wilhelmine Caroline Essich (1822-1916), studiò in un gymnasium a Stoccarda e poi frequentò la Facoltà di medicina dell'Università di Tubinga. Laureatosi all'età di ventitré anni, si trasferì poi alla Facoltà di medicina dell'Università di Lipsia nel 1869, dove conseguì il dottorato, divenendo assistente di Carl Reinhold August Wunderlich. Servì come ufficiale medico durante la guerra franco-prussiana.
Nel 1875 — in qualità di oyatoi gaikokujin — venne chiamato dalla Scuola medica dell'Università imperiale di Tokyo per sostituire Albrecht Ludwig Agathon Wernich: qui insegnò per un anno fisiologia e dal 1876 al 1902 medicina interna e ginecologia. Nel 1881 Bälz sposò la nipponica Toda Hanako, da cui ebbe quattro figli.
Nell'estate del 1899 visitò Seul e Pusan, conducendo delle indagini etnologiche. Nel 1902 fu nominato medico personale dell'imperatore Meiji ed ebbe in cura uomini politici quali Itō Hirobumi e Yamagata Aritomo. Dal ventidue aprile al tre luglio del 1903 insieme a Richard Wunsch fece un'ulteriore spedizione in Corea del Sud, nella parte più interna del paese.
Tornato a Stoccarda con la famiglia nel 1905, morì di un attacco cardiaco.